# Charcowa
Charcowa (Charcowah, Ime od Molala Indijanaca; fonetski čaká·wa), jedno od plemena porodice chinookan koji možda pripadaju široj skupini Clowwewalla (Hodge). Godine 1806. pronađeni su na zapadnoj obali rijeke Willamette u Oregonu, nešto više od slapova. Prema podacima ekspedicije Lewisa & Clarka populacija im je onda iznosila oko 200.
Bili su ribari (losos).